# 巴科讷河
巴科讷河（法語：Baconne，法語發音：[bakɔn]）是法国卢瓦尔河地区大区曼恩-卢瓦尔省的河流，是马耶讷河的左支流，长9.93千米，发源自莱欧当茹，于尚贝莱流入马耶讷河。